# Неборівка (зупинний пункт)
Неборівка — пасажирський зупинний пункт Коростенської дирекції Південно-Західної залізниці (Україна), розташований на дільниці Звягель I — Житомир між зупинними пунктами Стрибіж (відстань — 3 км) і Бабичівський (4 км). Відстань до ст. Звягель I — 52 км, до ст. Житомир — 39 км.
Розташований у Житомирському районі Житомирської області, за 0,2 км на південь від Мартинівки.
Виник у 2000-их роках.